# Дудка Ірина Олександрівна

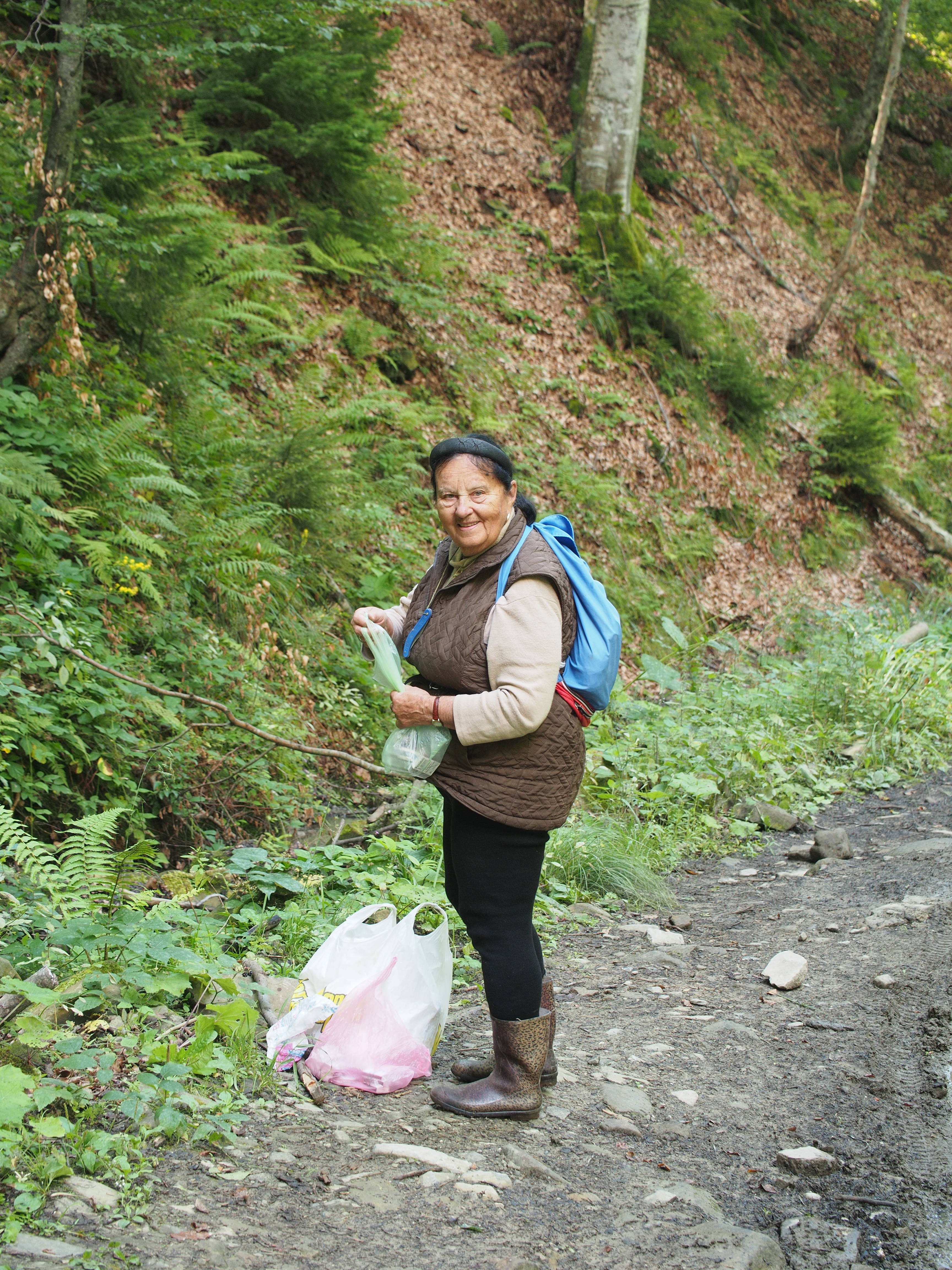
Дудка І. О. за збиранням гербарійних зразків (національний природний парк «Гуцульщина», 2016)

Ірина Олександрівна Дудка (нар. 4 грудня 1934, Харків, УРСР — 20 червня 2017, Київ) — український науковець і громадська діячка, професор, доктор біологічних наук, міколог, завідувачка відділу мікології Інституту ботаніки імені М. Г. Холодного НАН України, Заслужений діяч науки і техніки України (2005), член-кореспондент НАН України (4.02.2009), кавалер Ордена «За заслуги» III ступеня (2012), лауреат Державної премії України у галузі науки і техніки УРСР (1983) та України (1990, 2005), Премія імені М. Г. Холодного АН УРСР (1982), «Соросівський професор».
Перший віце-президент Українського ботанічного товариства, член Наукової ради, Президії та голова Київського міського осередку «Всеукраїнської екологічної ліги», член «Форуму Регіонального Екологічного центру», Громадської ради при Міністерстві екології та природних ресурсів України. Заступником головного редактора «Українського ботанічного журналу» (м. Київ), членом редколегій часописів «Біологічні Студії», «Микология и фитопатология» (м. Санкт-Петербург, Росія), «Екологічний вісник», «Паросток», член наглядової ради щорічника «Professional women» Американського біографічного інституту.

## Наукові інтереси
Ірина Дудка працювала над проблемами таксономії та біології водних грибів із різних систематичних груп, стала одним із фундаторів цього напрямку на теренах колишнього СРСР. Вона вивчала види олігосапроби, життєві цикли та морфологічну мінливість ооміцетів, видову різноманітність аскоміцетів на водних макрофітах тощо. Результати цих досліджень відображені в докторській дисертації «Водные гифомицеты: систематика, экология, география и возможные пути возникновения», яку захистила у 1978 році. Публікувалася у фахових часописах.

## Життєпис
Ірина Олександрівна Дудка народилася 4 грудня 1934 року в м. Харкові, у родині службовців. Пережила війну, евакуацію, повоєнні голодні роки. Після закінчення школи вступила на біологічний факультет Київського державного університету імені Т. Г. Шевченка. У 1957 році, після закінчення Київського державного університету імені Т. Г. Шевченка Ірина Дудка спочатку працювала на кафедрі нижчих рослин Навчально-наукового центру «Інституту біології» Київського державного університету. Потім у відділі фізіології грибів Інституту мікробіології та вірусології імені Д. К. Заболотного, під керівництвом члена-кореспондента АН УРСР Білай Віри Йосипівни.
З 1 грудня 1959 року Ірина Дудка почала працювати аспіранткою в Інституті ботаніки імені М. Г. Холодного. Становлення як дослідника відбувалося під керівництвом одного з найвидатніших українських мікологів — завідувача відділу мікології Інституту ботаніки, професора Морочковського Семена Филимоновича.
У 1965 році захистила кандидатську дисертацію «Водные грибы южной части Киевского Полесья».
У 1972 році Ірина Дудка очолила лабораторію мікології, яку за два роки підвищили до рангу відділу.
Захистила докторську дисертацію «Водные гифомицеты: систематика, экология, география и возможные пути воз никновения» у 1978 році.
У 1982 році за серію праць з розробки наукових засад промислового культивування їстівних грибів колективу авторів, до якого входила й Ірина Олександрівна, була присуджена академічна Премія імені М. Г. Холодного АН УРСР.
Ірина Дудка була нагороджена як член авторського колективу «Визначника грибів України» Державною премією УРСР у галузі науки і техніки у 1983 році.
Цикли робіт «Створення наукових основ глибинного культивування їстівних грибів і розробка способу одержання цінного харчового продукту» та «Комплексна біотехнологія промислового виробництва їстівних грибів в Україні: теорія та практика» удостоєні двох Державних премій України у галузі науки і техніки у 1990 та 2005 роках.
Ірина Дудка брала діяльну участь у підготовці другого та третього видань «Червоної книги України» (1996, 2009).
З 1997 року Ірина Дудка викладає у Міжнародному Соломоновому університеті.
Під керівництвом Ірини Дудки тривають фундаментальні дослідження проблем систематики, біорізноманітності та поширення грибів України, що знайшли своє відображення у великій серії монографій «Флора грибів України», з яких вийшло друком 11 томів.
Померла 20 червня 2017 року у Києві.

## Нагороди і почесні звання
- «Орден Трудового Червоного Прапора»,
- Орденн «За заслуги» III ступеня,
- Член-кореспондент Національної академії наук України (2009)
- «Заслужений діяч науки та техніки України» (2005 р.);
- «Соросівський професор»;
- «Державної премії України у галузі науки і техніки УРСР» (1983);
- «Державної премії України у галузі науки і техніки України» (1990;
- «Державної премії України у галузі науки і техніки України» (2005)
- Премія імені М. Г. Холодного АН УРСР (1982)
- «Жінка року», «Американський біографічний інститут» (2001 р.) ;
- Ірина Дудка занесена у:
  - книгу «International who's who of professional and business women» (7th ed., 2000, USA),
  - біографічний енциклопедичний словник «Жінки України» (2001).

## Доробок
Ірина Дудка є автором та співавтором понад 500 наукових праць, у тому числі більше 30 монографій, має також 10 авторських свідоцтв на винаходи. Підготувала 25 кандидатів і двох докторів біологічних наук – фахівців з дослідження різних груп грибів.
- Ірина Олександрівна Дудка, С. Ф. Морочковський, М. Я. Зерова, Г. Г. Радзієвський. «Визначник грибів України». В 5 т. Т.1: Слизовики; Гриби (Mycophyta): архіміцети, фікоміцети. — Київ: Наукова думка, 1967. — 254 с.: іл.
- «Водні гіфоміцети України». – Київ: Наукова думка, 1974;
- «Промышленное культивирование съедобных грибов». Дудка И. А., Вассер С. П., Бухало А. С., Солдатова И. М. 1978. Київ. Наукова думка. 262с.
- «Гриби в природі та житті людини». Ірина Олександрівна Дудка. – Київ: Наукова думка, 1980
- «Водные несовершенные грибы СССР». Наукова думка, 1985. — 188 с. ISBN 5-137-06374-4.
- «Грибы: Справоч. миколога и грибника». Дудка И. А., Вассер С. П. Наукова думка, 1987. — 536 с. ISBN 5-8463-0117-7
- «Культивирование съедобных грибов». Дудка И. А., Бисько Н. А., Билай В. П.— Київ: Урожай, 1992. ISBN 5-337-01134-0
- «Методы изучения микроскопических грибов пресных и соленых (морских) водоемов» (Литвинов, Дудка, 1975), (Дудка, 1985),
- «Микозы и микотоксикозы рыб» (Исаева, Давыдов, Дудка, 1995).
- «Флора грибов Украины. Оомицеты. Фитофторовые и альбуговые грибы». Дудка И. А., Бурдюкова Л. И. – К.: Наук. думка, 1996. – 207 с.
- «Флора і мікобіота. Біорізноманіття Карпатського біосферного заповідника». Дудка І. О., Гелюта В. П., Гайова та ін. – Київ, 1997. – 711 с.
- «Український природний степовий заповідник: рослинний світ». В. С. Ткаченко, Я. П. Дідух, А. П. Генов, І. О. Дудка, С. П. Вассер; НАН України. Ін-т ботаніки ім. М. Г. Холодного. — Київ: Фітосоціоцентр, 1998. — 279 c.
- «Нові для України види нівальних міксоміцетів з Криму». І. О. Дудка. Український ботанічний журнал. — 2000. — 57, № 1. — С. 57-61.
- «Збереження занесених до Червоної книги України видів грибів і спорових рослин на природоохоронних територіях». О. І. Дудка. Екологічний вісник. – 2003. – № 9-10. – С.6-9.
- «Гриби та грибоподібні організми Національного природного парку „Деснянсько-Старогутський“ [Архівовано 9 жовтня 2018 у Wayback Machine.]». Ірина Олександрівна Дудка, Микола Павлович Придюк, Юлія Іванівна Голубцова, Т. В. Андріанова, К. К. Карпенко; — Суми: ВТД «Університетська книга», 2009. — 222 с. — Бібліогр.: с.209-222 ISBN 978-966-680-486-3
- «Зразки грибів родини Peronosporaceae з України в гербарії Ботанічного інституту ім. В. Л. Комарова РАН». І. О. Дудка. Український ботанічний журнал. — 1999. — 56, № 6. — С. 651—660.
- Марія Яківна Зерова: до 100-річчя від дня народження (07.04.1902-21.07. 1994). Інститут ботаніки ім. М. Г. Холодного НАН України; під редакцією І. О. Дудки.  — Київ: Академперіодика, 2002. — 87 с.: портр., іл. ISBN 966-8002-25-3
- «Гриби природних зон Криму». І. О. Дудка, В. П. Гелюта, Ю. Я. Тихоненко, Т. В. Андріанова, В. П. Гайова, М. П. Придюк, В. В. Джаган, В. П. Ісіков (під заг. ред. І. О. Дудки). – Київ: Фітосоціоцентр, 2004. – 452 с.
- «Биологические свойства лекарственных макромицетов в культуре: Сборник научных трудов в двух томах [Архівовано 30 липня 2016 у Wayback Machine.]». Бухало А. С., Бабицкая В. Г., Бисько Н. А., Вассер С. П., Дудка И. А., Митропольская Н. Ю., Михайлова О. Б., Негрейко А. М., Поединок Н. Л., Соломко Э. Ф. / Под ред. чл.-кор. НАН Украины С. П. Вассера. —– Киев: Альтерпрес. – Т. 1, 2011. – 212 с.(рос.)
- «Екологія грибів». Галина Леонідівна Антоняк, Звенислава Ігорівна Калинець-Мамчур, Ірина Олександрівна Дудка, Наталія Олегівна Бабич, Наталія Євгенівна Панас. — Львів: Видавничий центр Львівського національного університету ім. І.Франка, 2013. — 627 с.: іл. — (Біологічні Студії). Бібліогр.: с.455-627. ISBN 978-966-613-752-7
- «Гриби заповідників та національних природних парків Лівобережної України [Архівовано 23 жовтня 2015 у Wayback Machine.]». Т. 1 / І. О. Дудка, В. П. Гелюта, Т. В. Андріанова, В. П. Гайова, Ю. Я. Тихоненко, М. П. Придюк, Ю. І. Голубцова, Т. І. Кривомаз, В. В. Джаган, Д. В. Леонтьєв; Ін-т ботаніки ім. М. Г. Холодного НАН України. — К. : Арістей, 2009. — 305 c.
- «Перші відомості про іржасті гриби Національного природного парку „Синевир“». Ю. Я. Тихоненко, І. О. Дудка. Український ботанічний журнал. — 2014. — Т. 71, № 2. — С. 235—238.